# 克拉肯鏈坑
克拉肯鏈坑（Kraken Catena）是海王星最大衛星海衛一上的一組鏈坑，國際天文聯會的行星命名規則中以「Catena」代表鏈坑。該鏈坑於1991年以北歐神話中的海怪克拉肯命名。它的中心座標14°N, 35.5°E。